# Édouard Roche (homme politique)
Pour les articles homonymes, voir Édouard Roche et Roche (homonymie).
Édouard Roche est un homme politique français né le 3 juin 1871 à Saint-Vincent-de-Durfort (Ardèche) et décédé le 30 octobre 1941 à Silhac (Ardèche)
Médecin, il est élu conseiller d'arrondissement en 1904 et conseiller général en 1919. Il est élu sénateur de l'Ardèche en 1920, lors d'une élection partielle. Réélu en 1921, il est battu de justesse en 1930. Il siège sur les bancs de la Gauche démocratique et s'intéresse surtout aux problèmes de l'Ardèche.

## Sources
- « Édouard Roche (homme politique) », dans le Dictionnaire des parlementaires français (1889-1940), sous la direction de Jean Jolly, PUF, 1960 [détail de l’édition]